# Prairie Fire Rugby Football Club
Maillots
Dernière mise à jour : 27 mai 2015.
Le Prairie Fire Rugby Football Club est une équipe de rugby canadien, dont les joueurs sont issus de la Saskatchewan Rugby Union, qui a évolué dans la Rugby Canada Super League. Il est basé à Régina (Canada), la capitale provinciale de la Saskatchewan (Canada). Le club joue au Regina Rugby Park.

## Histoire
En 1998, la fédération nationale de rugby à XV Rugby Canada et les fédérations provinciales se mirent d'accord pour créer la Rugby Canada Super League. Dix fédérations provinciales (et des comités dépendant de celles-ci) furent invitées à concourir dans cette ligue nationale semi-professionnelle.

## Joueurs célèbres
- Shane Thompson

## Palmarès
- Vice-champions du Canada en 2005 et 2006.